# Автошлях E10
E10, Європейський маршрут E10 — європейський автошлях, що бере свій початок в О, Норвегія і закінчується в Лулео, Швеція. Довжина 850 кілометрів. Норвезьку частину траси зазвичай називають «дорогою короля Улафа V».
Траса є звичайною дорогою по всьому маршруту. Швидкісний ліміт на території Швеції — 90 або 110 км/год, ширина дороги 7-8 метрів.
У Норвегії дорога більш звивиста, ніж у Швеції, завширшки 6-7,5 м, швидкісний ліміт — 80 км/год.
Останні 50 км біля селища О дорога в основному вужче 6 м, зазвичай 5 м.
Автобусам і фургонам слід уникати пересування тут, але тут їх все одно багато.
Назву Е10 було привласнено 1992 року.
До 1985 назву Е10 мала траса Париж — Брюссель — Амстердам — Гронінген.
Автошлях між Нарвіком та Кіруною існує з 1984 року. У 2007 році після відкриття Лофаста — нової дороги між Фіскеболом і Гуллесфіордботном, дорога біля Лофотена була скорочена приблизно на 30 км, а поромна переправа була закрита.
Наприкінці 2007 року траса Е10 налічувала 18 тунелів загальною довжиною 20,4 км по всій території Норвегії.

## Маршрут автошляху
Шлях проходить через міста:
- Норвегія: О—Лекнес—Свольвер—Гуллєсфьордботн—Евенес—Б'єрквік
- Швеція: Кіруна—Тьоре—Лулео

## Галерея

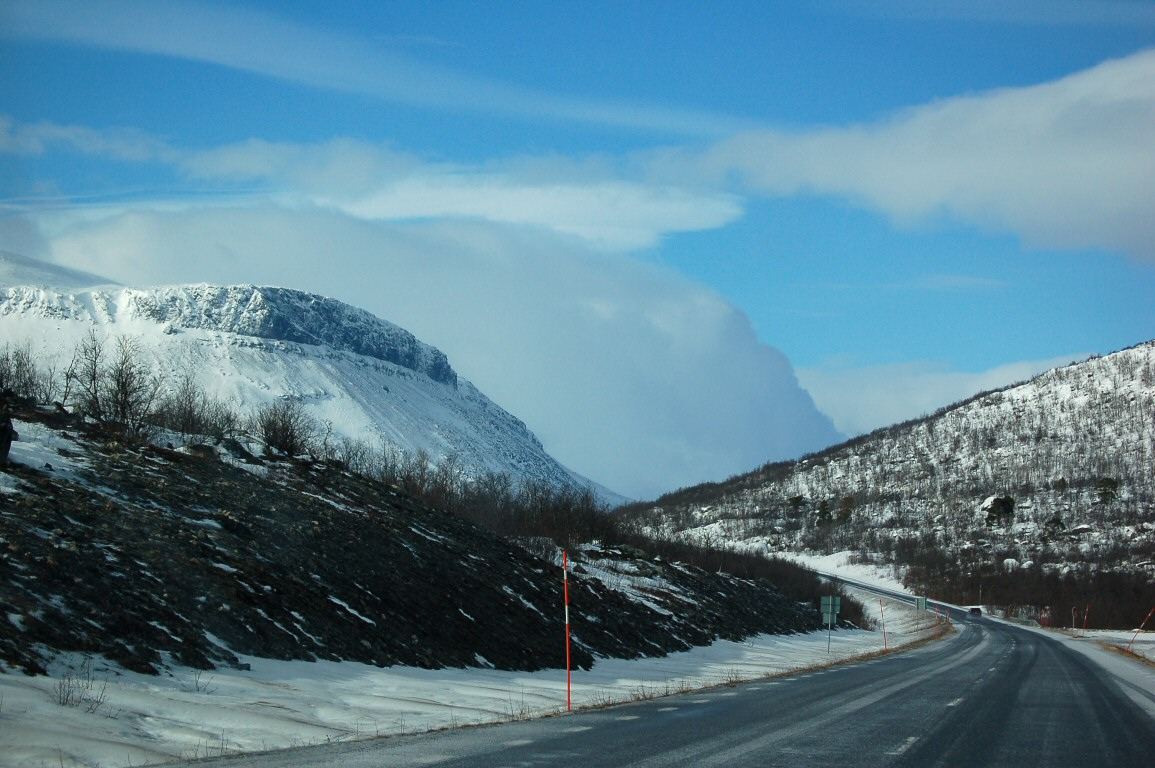
Пейзаж поблизу села Абіску в комуні Кіруна, Швеція